# 瑞恩·華生
瑞恩·華生（英語：Ryan Watson；1993年7月7日—）是一位英格蘭足球運動員。在場上的位置是中後衛。他現在效力於英格蘭足球超級聯賽球隊萊斯特城足球俱樂部。他曾經效力於威根競技。